# 米濟亞
米濟亞是保加利亞的城鎮，位於該國西北部多瑙河畔，距離首府弗拉察65公里，由弗拉察州負責管轄，面積64.37平方公里，海拔高度54米，受大陸性氣候影響，2010年人口3,484。
43°41′N 23°51′E / 43.683°N 23.850°E